# Международно летище „Хейдар Алиев“
Международно летище „Хейдар Алиев“ (на азербайджански: Heydar Aliyev adına Beynəlxalq Hava Limanı; регистрационни кодове: в IATA – GYD, в ICAO – UBBB) е международното летище на Баку, столицата на Азербайджан. Намира се на 20 км североизточно от Баку. Летището е построено през 1933 г. по време на съветската епоха. През 2004 г. е преименувано на бившия президент на Азербайджан – Хейдар Алиев.
Летището е най-голямото летище в Азербайджан. То е хъб на Azerbaijan Airlines, както и база на Azal Avia Cargo, Buta Airways и Silk Way West Airlines.
През 2019 година през летището преминават рекордните 4 730 000 пътници.